# Roussayrolles
Roussayrolles település Franciaországban, Tarn megyében. Lakosainak száma 85 fő (2022. január 1.). Roussayrolles Marnaves, Milhars, Saint-Michel-de-Vax, Tonnac, Vaour és Féneyrols községekkel határos.

## Népesség
A település népessége az elmúlt években az alábbi módon változott:
| Lakosok száma | 74   | 75   | 81   | 80   | 83   | 86   | 87   | 88   | 85   |
|               | 2013 | 2015 | 2016 | 2017 | 2018 | 2019 | 2020 | 2021 | 2022 |